# 哈希夫
49°16′6″N 22°46′26″E / 49.26833°N 22.77389°E
哈希夫（烏克蘭語：Хащів），是烏克蘭西部的村莊，隸屬利維夫州的桑比爾區。該村面積2.2平方公里，海拔高度566米，2001年人口467，人口密度每平方公里212.27人。